# Amanirenas
Amanirenas (Amanirena) was een kandake (candacee, koningin) van het koninkrijk Koesj vanaf 40 v. Chr. tot ca. 10 v. Chr. Tijdens een veldslag verloor zij een oog, daardoor stond zij bekend als de Eenogige Koningin.

## Geschiedenis
Nadat keizer Augustus in 31 v.Chr. Egypte had onderworpen, en tot Romeinse provincie had verklaard, wilde hij zijn rijk verder uitbreiden in zuidelijke richting. Op de Nubiërs van het koninkrijk Koesj ten zuiden van Egypte werden belastingen opgelegd en de bedoeling was om dit koninkrijk ook tot Romeinse provincie te maken.
De naam Amanirenas is afgeleid van Amani, het Meroïtische woord voor god. Amanirenas werd bekend door de veldslagen die zij voerde met de Romeinse legers, in de jaren van 27 v.Chr. tot 22 v. Chr.
Koningin Amanirenas leidde samen met haar zoon Akinidad in 24 v. Chr. het leger van 30.000 soldaten. Tijdens de afwezigheid van Aelius Gallus viel ze de Romeinen onverwacht aan en versloeg de Romeinse legers bij Aswan en Philae. Zij veroverde drie grote Romeinse steden, nam gevangenen en vernietigde talrijke standbeelden van keizer Augustus. Haar minachting voor de keizer liet zij blijken toen zij het hoofd van een standbeeld van Augustus afhakte en het liet begraven onder de ingang van haar paleis, iedereen die Koesj binnenkwam liep over het hoofd van de keizer. Het hoofd, gevonden in Meroë in 1910 bevindt zich sindsdien in het British Museum.
De Romeinse legers, aangevoerd door Publius Petronius, veroverden al snel de steden weer, de nieuwe grens lag bij Hiere Sycaminos (Al-Maharraqa). De Romeinen trokken zich gedeeltelijk terug, maar hielden een garnizoen in Napata. Na drie jaren werd een vredesverdrag gesloten waarbij door de onderhandelingen van Amanirenas de Koesjieten hun grondgebied terug kregen. De Romeinse vestingwerken werden verlaten en er werden geen belastingen ingevoerd. Het bestand duurde tot het einde van het Koesjitische rijk (ongeveer 350 n.Chr.).

## Afbeeldingen

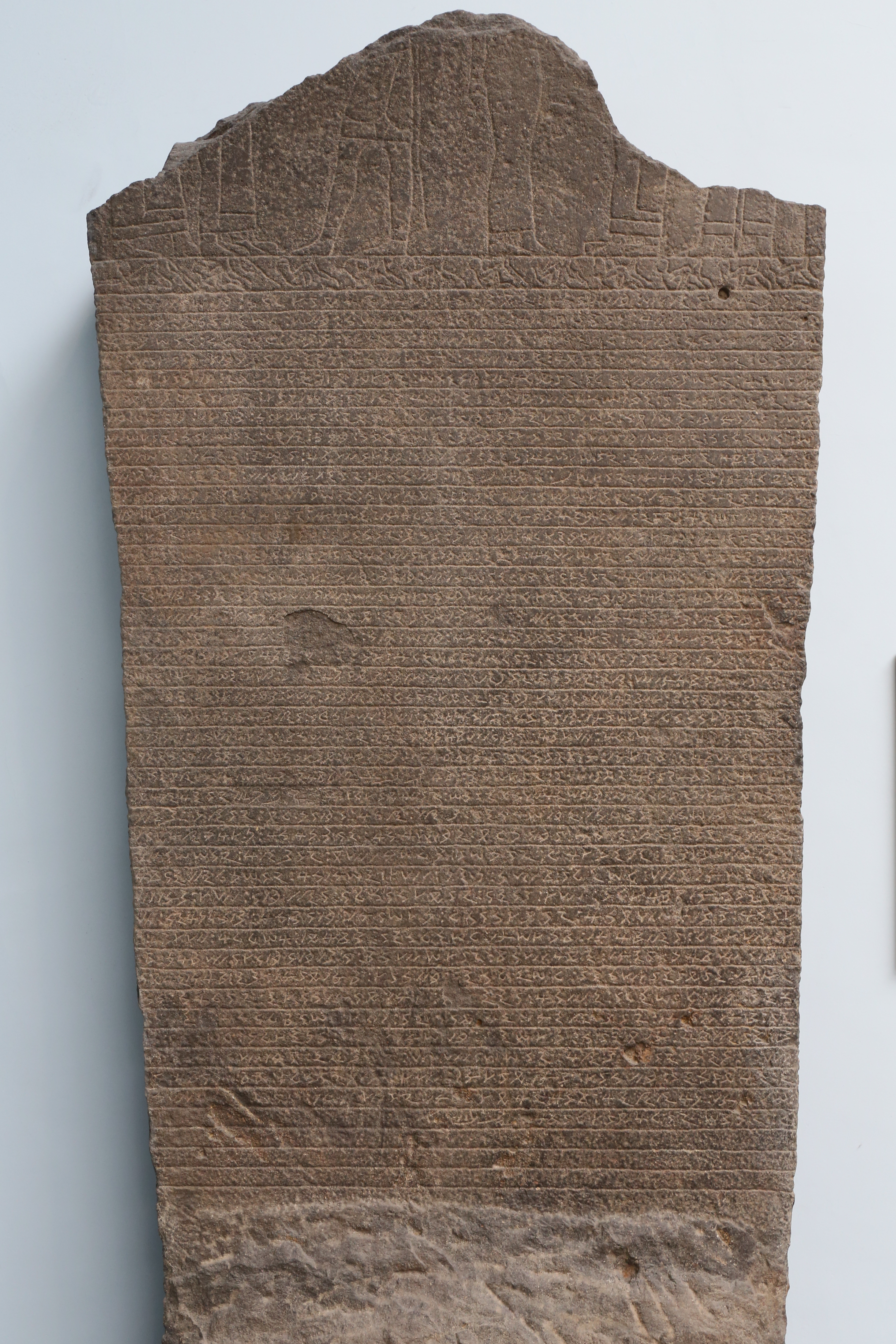
Stele met vermelding van koningin Amanirenas en koning Akinidad
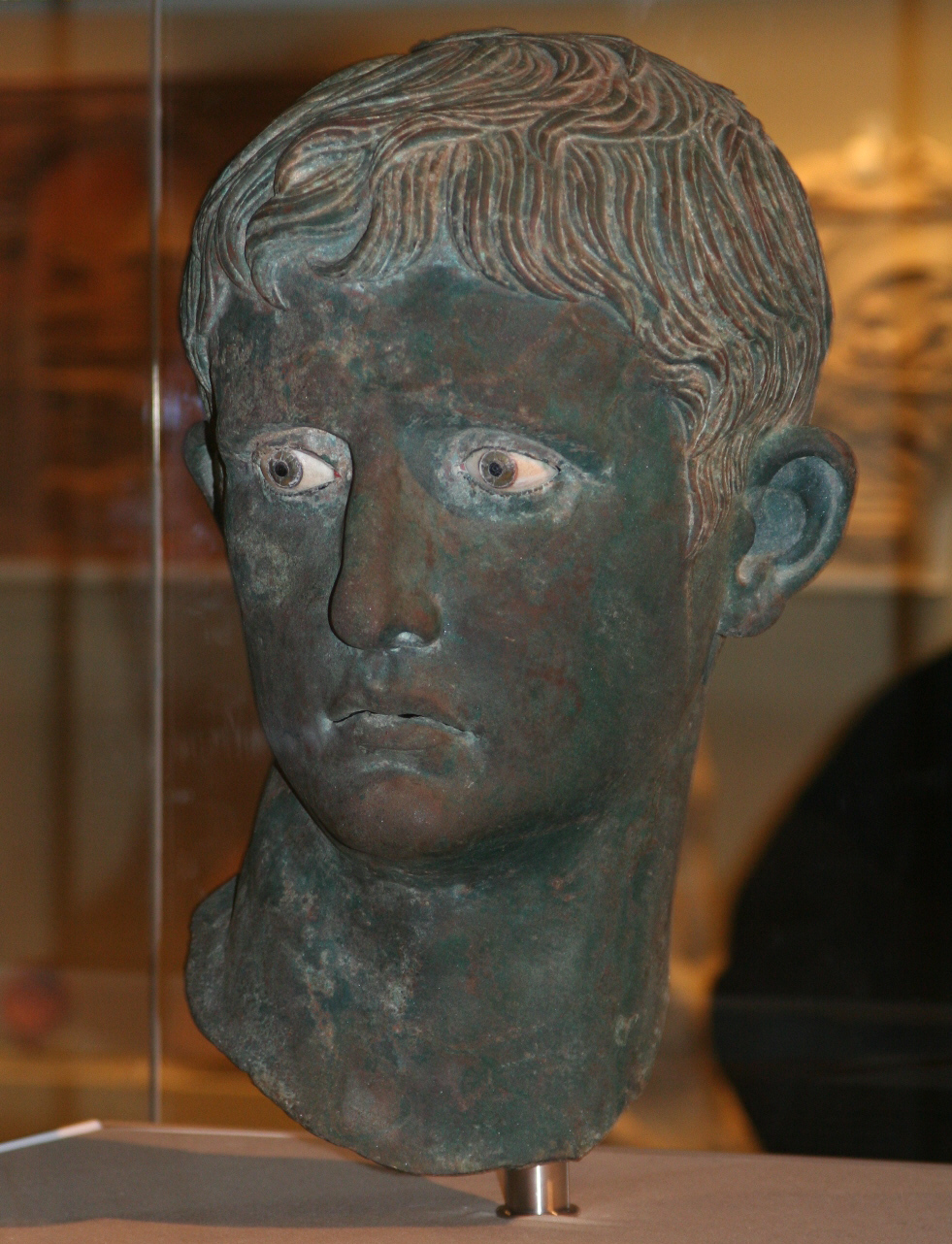
Hoofd van standbeeld Augustus gevonden in Meroë